# Maxine Medina
Maria Mika Maxine Medina (Quezon City, 9 maggio 1990) è una modella filippina, eletta Miss Filippine 2016.

## Biografia
Il 17 aprile 2016 ha partecipato al concorso Binibining Pilipinas, tenutosi allo Smart Araneta Coliseum di Quezon, dove è stata incoronata Miss Filippine. In tal modo è subentrata alla vincitrice dell'anno precedente nonché Miss Universo 2015 Pia Wurtzbach. La Medina aveva già provato a partecipare all'edizione 2012 di Miss Filippine, venendo però esclusa dalla lista di candidate a causa delle sue attività come modella.
Ha rappresentato il proprio paese alla 65ª edizione di Miss Universo, svoltasi al Mall of Asia Arena di Pasay, proprio nelle Filippine, dove sotto grandi aspettative si è classificata nella Top 6 della competizione.

### Vita privata
Dal 2011 al 2018 è stata legata sentimentalmente al modello e attore Marx Topacio.